# Dobričić
Dobričić, dobricic – stary czerwony szczep winorośli, uznawany za pochodzący z Chorwacji.

## Charakterystyka
Dobričić późno wypuszcza pąki, a dojrzewa średnio późno lub późno. Plony nie są wysokie, lecz nie podlegają większym wahaniom. Grona cechują się intensywnym kolorem, co sprawia, że są chętnie wykorzystywane do poprawy barwy win z innych odmian oraz wysoką zawartością cukru i antocyjanów. Odmiana jest podatna na mączniaka rzekomego.

## Pokrewne odmiany
Badania Matelića z 2004 udowodniły, że naturalną krzyżówką dobričića i primitivo (tribidraga) jest inna bałkańska odmiana, plavac mali. Dobričić jest także jednym z rodziców szczepu babić.

## Rozpowszechnienie
Odmianę dobričić uprawia się na wyspie Šolta, z której przypuszczalnie pochodzi, lecz areał upraw uległ zmniejszeniu. Od 2004 szczep może być używany w winach oznaczonych jako pochodzące ze środkowej (Srednja) i południowej (Južna) Chorwacji. 

## Synonimy
Poza nazwą dobričić używa się innych nazw: čihovac, crljenak slatinski, dobričić crni, dobrovoljac, dobrovoljcic, kuraclin, okručanac, plavac veliki, sholtanats, sijaka, slatinjac, slatinski, statinjanac